# The Stooges
The Stooges su bili američki rock sastav, osnovan 1967. godine u gradu Ann Arbor država Michigan. Prvo su se zvali Psychedelic Stooges. Sastav je osnovao James Osterberg poznatiji kao Iggy Pop nakon što je izbačen s University of Michigan. The Stooges su bili rock sastav, ali ih mnogi svrstavaju pod protopunk i protometal jer su znatno utjecali na razvoj punk rocka i heavy metala.
Ime Iggy dobiva po svom prijašnjem sastavu "The Iguanas".

## Članovi
- Iggy Pop - vokali
- Ron Asheton - gitara
- Scot Asheton - bubnjevi
- Dave Alexander - bas-gitara

## Studijski albumi
- The Stooges (1969.)
- Fun House (1970.)
- Raw Power (1973.)
- The Weirdness (2007.)
- Ready to Die (2013.)

## Početak
Počeli su djelovati pod utjecajem The Doorsa, da bi kasnije pali pod utjecaj «agresivnijeg» rock sastava MC 5. The Stooges sviraju kao predgrupa MC 5-u koji ih drže za mali bratski sastav, tako da na njihovu preporuku The Stooges, nakon samo šest mjeseci postojanja 1968. potpisuju ugovor s diskografskom kućom «Elektra».
Prvi album «The Stooges» je producirao John Cale član Velveta Undergrounda. Inače, oni su diskografskoj kući dostavili snimku s pet stvari ( 1969, We Will Fall, No Fun, Ann i Now I Wanna Be Your Dog) ali im je diskografska kuća rekla da je to nedovoljno materijala za cijeli album. Zato, da bi snimili album, su prevarili diskografsku kuću i rekli im da imaju još hrpu pjesama, a zapravo su ostale pjesme (Real Cool Time, Litle Doll i Not Right) napravili u jednu noć. Najpoznatija pjesma s tog albuma je «Now I Wanna Be Your Dog».

## AlbumFunhousei prvi raspad grupe
Novi album «Funhouse» izdaju 1970. godine. Album je još agresivniji od prvog, rokerskiji s elementima free jazza i funka. Na albumu se nalazi skladba LA blues koja je jedna od najbučnijih i najdisonantnijih skladbi u povijesti rocka.  Međutim album je bio ispred svoga vremena pa je «Electra» raskinula ugovor s njima.
U sastav dolazi novi gitarista James Williamson, a stari gitarista prelazi na bas-gitaru. Zvuk im postaje bliži klasičnom rocku, ali je Iggy Pop otišao na odvikavanje od heroina i Stooges se raspadaju.

## Kraj
Obnavljaju se 1972. na nagovor Davida Bowieja. Mijenjaju ime u Iggy and the Stooges i pod tim imenom 1973. izdaju album «Raw Power» za diskografsku kuću CBS. Na albumu se nalazi pjesma «Search and Destroy» koja je postala neka vrsta rock himne. Međutim zbog problema s drogom grupa se opet raspada, a Iggy Pop započinje solo karijeru.
Posljednji nastup Stoogesa je sačuvan na bootleg CD-u "Metallic K.O.". Uoči tog nastupa Iggy Pop je preko radio stanice izvrijeđao članove lokalne motociklističke sastave, te ih pozvao da dođu na koncert i obračunaju se s njim. Oni su to učinili, a rezultat je vidljiv u imenu "Metallic K.O."

## Povratak
Nakon što su brača Asheton odsvirala nekoliko pjesama na posljednjem solo albumu Iggy Popa "Skull Ring" 2003. godine, došlo je do ponovnog okupljanja The Stoogesa u originalnoj postavi s tim da je preminulog Dave Alexandra zamijenio Mike Watt iz grupe Minutemen. Sastav je ponovno počeo svirati pod imenom The Stooges, a u ožujku 2007. su izdali četvrti studijski album nakon 34 godine pod imenom The Weirdness. Na albumu sudjeluje i saksofonist s albuma Funhouse Steve Mackay.

## Vanjske poveznice
- kratki životopis grupe
- Iggy Pop neslužbene stranice  Arhivirana inačica izvorne stranice od 31. prosinca 2005. (Wayback Machine)